# (4918) Ростропович
(4918) Ростропович (лат. Rostropovich) — типичный астероид главного пояса, открыт 24 августа 1974 года советским астрономом Людмилой Черных в Крымской астрофизической обсерватории и 26 февраля 1994 года назван в честь советского и российского виолончелиста, пианиста, дирижёра и композитора Мстислава Ростроповича.

## Обнаружение и именование
(4918) Ростропович
Открыт 24 августа 1974 года в Научном Л. И. Черных.
Назван в честь выдающегося российского музыканта и педагога, всемирно известного виолончелиста и дирижёра Мстислава Леопольдовича Ростроповича (1927— ).
Оригинальный текст (англ.)4918 Rostropovich
Discovered 1974-08-24 by Chernykh, L. I. at Nauchnyj.
Named in honor of Mstislav Leopol'dovich Rostropovich (1927— ), outstanding Russian musician and pedagogue, world-famous cellist and conductor.
Источники: DISCOVERY.DB; M.P.C. 23137.

## Орбита

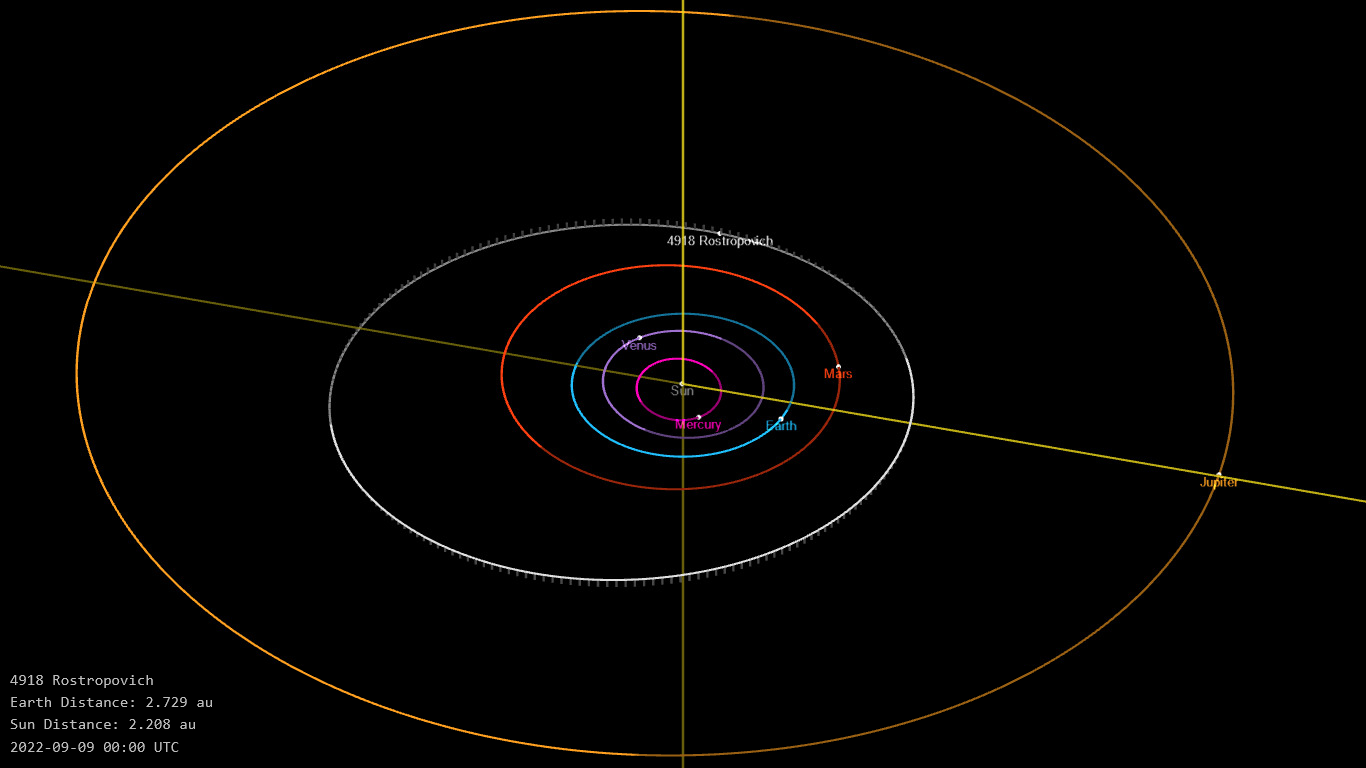
Орбита астероида Ростропович и его положение в Солнечной системе

## Физические характеристики
Астероид относится к таксономическому классу C.
По результатам наблюдений в инфракрасном диапазоне орбитальной обсерватории IRAS и наблюдений в видимом и ближнем инфракрасном диапазоне космического телескопа NEOWISE диаметр астероида сначала оценивался равным 11,93±0,9 км, позже — 11,876±0,100 км, 10,89±3,14 км, 9,98±2,68 км и 9,61±2,34 км, 10,97±2,44 км. Согласно тем же источникам альбедо оценивается как 0,0651±0,011, 0,0448±0,0044, 0,07±0,04, 0,045±0,004, 0,050±0,031 и 0,045±0,025, 0,049±0,041.